# Діаграма компонентів

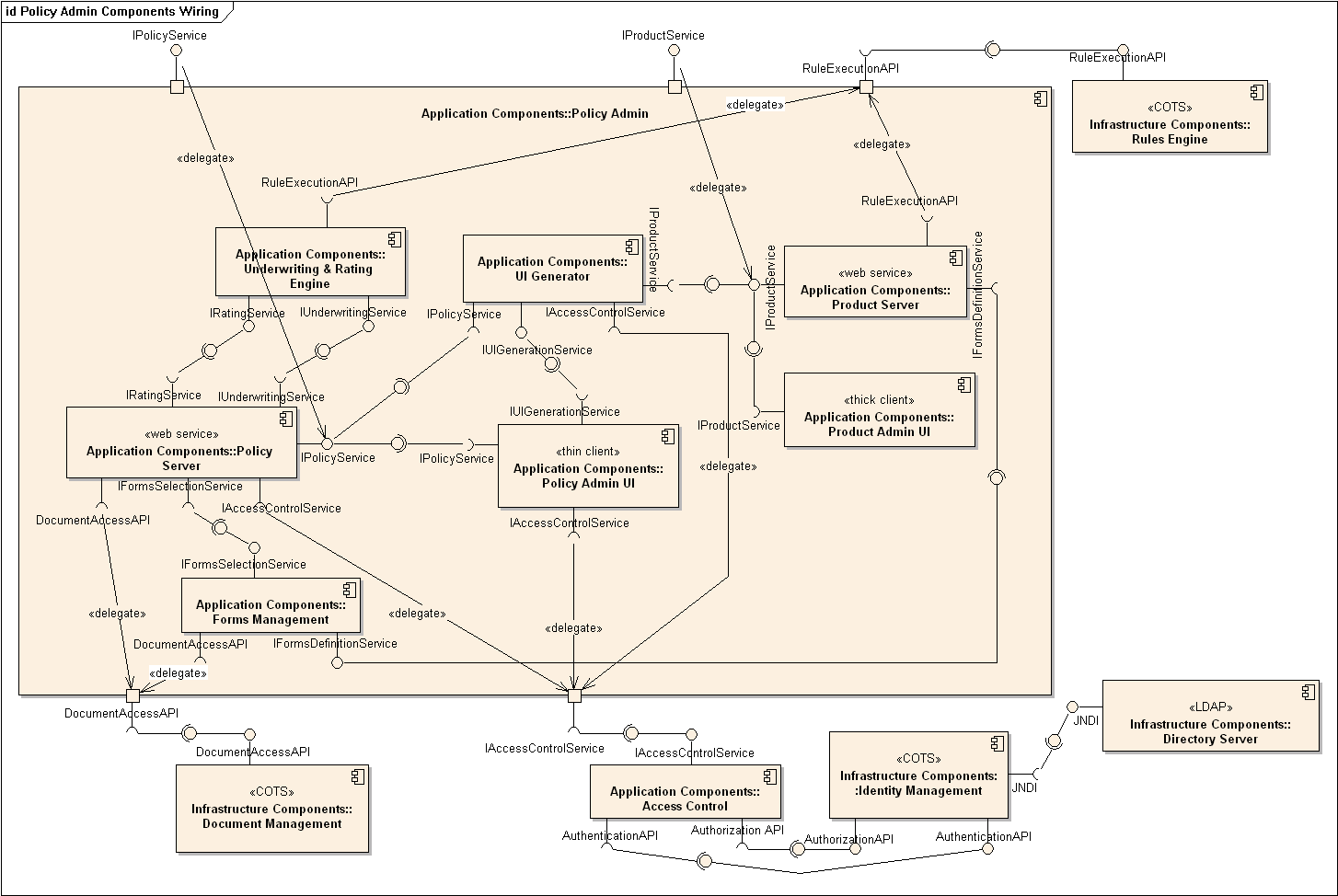
Діаграма компонент системи адміністрування страхової компанії

Діаграма компонент (англ. Component diagram) — в UML, діаграма, на якій відображаються компоненти, залежності та зв'язки між ними.
Діаграма компонент відображає залежності між компонентами програмного забезпечення, включаючи компоненти вихідних кодів, бінарні компоненти, та компоненти, що можуть виконуватись. Модуль програмного забезпечення може бути представлено як компоненту. Деякі компоненти існують під час компіляції, деякі — під час компонування, а деякі під час роботи програми.
Діаграма компонент відображає лише структурні характеристики, для відображення окремих екземплярів компонент слід використовувати діаграму розгортування.

## Опис

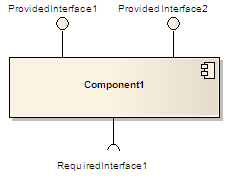
Компонент з інтерфейсами

Компонент (англ. Component) — логічний блок системи, за рівнем абстракції трохи вищий, ніж «клас». Зображується прямокутником з зображенням вкладки у правому верхньому куті.
Компоненти об'єднуються, разом використовуючи структурні зв'язки (англ. assembly connector), щоб об'єднати інтерфейси двох компонент. Це ілюструє зв'язок типу «клієнт-сервер».
Інтерфейс постачання (англ. Provide interface) — набір відкритих атрибутів та операцій, які повинні бути надані класами, що реалізують даний інтерфейс.
Інтерфейс вимоги (англ. Required interface) — набір відкритих атрибутів та операцій, які вимагаються класами, що залежать від даного інтерфейсу.

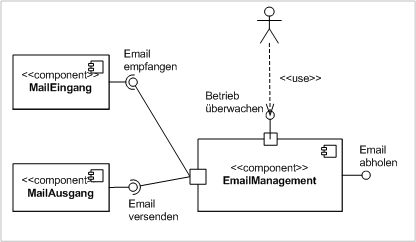
Приклад структурної взаємодії компонентів

Структурна взаємодія — «зв'язок двох компонент, який передбачає, що один з них надає послуги, потрібні іншому компоненту.»
При використанні діаграми компонент, щоб показати внутрішню структуру компонента, клієнтські та серверні інтерфейси можуть утворювати пряме з'єднання з внутрішніми. Таке з'єднання називається з'єднанням делегації.